# Wuttichai Masuk
Wuttichai Masuk est un boxeur thaïlandais né le 16 mars 1990.

## Carrière
Champion d'Asie à Zhuhai en 2009 dans la catégorie poids plumes et à Bangkok en 2015 en super-légers, sa carrière amateur est également marquée par un titre aux Jeux asiatiques de 2014 à Incheon et deux médailles de bronze à Canton en 2010 et Jakarta en 2018. En 2015, Masuk remporte également la médaille de bronze aux championnats du monde de boxe amateur à Doha, toujours en super-légers.

## Palmarès

### Championnats du monde de boxe amateur
- Médaille de bronze en -64 kg en 2015 à Doha, Qatar.

### Championnats d'Asie de boxe amateur
- Médaille d'or en -64 kg en 2015 à Bangkok, Thaïlande.
- Médaille d'or en -57 kg en 2009 à Zhuhai, Chine.

### Jeux asiatiques
- Médaille de bronze en -64 kg en 2018 à Jakarta, Indonésie.
- Médaille d'or en -64 kg en 2014 à Incheon, Corée du Sud.
- Médaille de bronze en -64 kg en 2010 à Canton, Chine.